# 대한민국 민법 제405조
대한민국 민법 제405조는 채권자대위권행사의 통지에 대한 민법 채권법 조문이다.

## 조문
제405조(채권자대위권행사의 통지) ① 채권자가 전조제1항의 규정에 의하여 보전행위 이외의 권리를 행사한 때에는 채무자에게 통지하여야 한다.
②채무자가 전항의 통지를 받은 후에는 그 권리를 처분하여도 이로써 채권자에게 대항하지 못한다.

第405條(債權者代位權行使의 通知) ① 債權者가 前條第1項의 規定에 依하여 保全行爲 以外의 權利를 行使한 때에는 債務者에게 通知하여야 한다.
②債務者가 前項의 通知를 받은 後에는 그 權利를 處分하여도 이로써 債權者에게 對抗하지 못한다.

## 참고 문헌
- 오현수, 일본민법, 진원사, 2014. ISBN 978-89-6346-345-2
- 오세경, 대법전, 법전출판사, 2014 ISBN 978-89-262-1027-7
- 이준현, LOGOS 민법 조문판례집, 미래가치, 2015. ISBN 979-1-155-02086-9